# Wildy Petoud
Wildy Petoud (* 1957) ist eine Schweizer Science-Fiction-Autorin.

## Auszeichnungen
- 1993: Prix Rosny aîné
- 1993: Grand Prix de l’Imaginaire

## Werke

### Romane
- La Route des soleils. Fleuve Noir Anticipation, Paris 1994, ISBN 2-265-05056-3.
- Tigre au ralenti. Destination Crépuscule, Le Plessis-Brion 1997.

### Erzählungen
- La Maison de l’araignée, 1986.
- La Cage et le Jardin, 1989.
- Nocturne (mit Emmanuel Jouanne), 1991.
- Accident d’amour, 1992. In: Territoires de l’inquiétude 4. Denoël, Paris 1992, ISBN 2-207-60024-6.
- Sur la route Isabelle, 1993. In: Territoires de l’inquiétude 6. Denoël, Paris 1993, ISBN 2-207-60032-7.
- Le Sceau de l’ange, 1993.
- Nirvana, la crise des quarante, le trou de l’ozone, la vaisselle et la boîte des aliens..., 1997.